# 清河道
清河道，清朝、中华民国时期设置的道。

## 清朝
清河道，清设置的道，治所在保定府清苑县。辖区包括：
- 保定府
- 正定府
- 河间府
- 定州直隶州
- 易州直隶州
- 深州直隶州
- 赵州直隶州
- 冀州直隶州

## 民国
1913年改为范阳道，1914年6月改名为保定道，治清苑县（今河北保定市），属直隶省。赵州、冀州外属大名道。1928年废。1915年辖40县：
- 清苑县
- 满城县
- 徐水县
- 定兴县
- 新城县
- 唐县
- 博野县
- 望都县
- 容城县
- 完县
- 蠡县
- 雄县
- 安国县
- 安新县
- 束鹿县
- 高阳县
- 正定县
- 获鹿县
- 井陉县
- 阜平县
- 栾城县
- 行唐县
- 灵寿县
- 平山县
- 元氏县
- 赞皇县
- 晋县
- 无极县
- 藁城县
- 新乐县
- 易县
- 涞水县
- 涞源县
- 定县
- 曲阳县
- 深泽县
- 深县
- 武强县
- 饶阳县
- 安平县